# Czy Lucyna to dziewczyna?
Czy Lucyna to dziewczyna? (literalmente: «¿Es Lucyna una chica?») es una comedia romántica en blanco y negro polaca de 1934 dirigida por Juliusz Gardan y con guion de Konrad Tom, protagonizada por Jadwiga Smosarska y Eugeniusz Bodo, entre otros.

## Argumento
Lucyna, hija de un empresario exitoso, termina su carrera universitaria con título de ingeniero de una universidad de París y vuelve al país natal. Está deseando trabajar en su oficio, sin embargo, al volver a Polonia, su padre le prohíbe trabajar, diciendo que no es algo adecuado para las señoritas de buenas casas.
La chica no se rinde, se le ocurre vestirse de hombre y buscar trabajo haciéndose pasar por tal. Consigue un cargo de técnico y empieza a trabajar como ayudante del ingeniero Żarnowski. En el trabajo se enamora de su jefe, lo cual da lugar para situaciones incómodas y graciosas.

## Reparto
- Jadwiga Smosarska como Lucyna Bortnowska y Julian Kwiatkowski,
- Eugeniusz Bodo como ingeniero Stefan Żarnowski,
- Mieczysława Cwiklinska como condesa Renata Czermińska,
- Władysław Grabowski como barón Amadeusz Maria de Witz,
- Zygmunt Chmielewski como Paweł Bortnowski, el padre de Lucyna,
- Kazimiera Skalska como Tunia Żmijewska,
- Paweł Owerłło como Braun, director de la fábrica de Bortnowski,
- Zofia Czaplińska como Małgosia, la niñera de Lucyna,
- Elżbieta Antoszówna (no aparece en los créditos) como chica del club “Eldorado”,
- Jan Janusz (no aparece en los créditos) como el mayordomo de Bortnowski,
- Zygmunt Karpiński (no aparece en los créditos),
- Helena Larys-Pawińska (no aparece en los créditos) como invitada en la cena en la casa de Bortnowski,
- Henryk Małkowski (no aparece en los créditos) como camarero en el restaurante en París,
- Mieczysław Milecki (no aparece en los créditos) como cliente en el restaurante en París, amigo de Lucyna,
- Feliks Norski (no aparece en los créditos) como el jefe de sala del club “Eldorado”,
- Henryk Rzętkowski (no aparece en los créditos) como camarero en el restaurante “Wojtówka”,
- Czesław Skonieczny (no aparece en los créditos) como un borracho del club “Eldorado”,
- Helena Sokołowska (no aparece en los créditos),
- Helena Zarembina (no aparece en los créditos) como la encargada de los aseos del club “Eldorado”,
- Zbigniew Ziembiński (no aparece en los créditos).[1][4]